# 查费陨击坑
查费陨击坑（Chafe）是火星阿蒙蒂斯区的一座撞击坑，中心坐标位于北纬15.3度、西经257.7度，直径4.8公里，其名称取自尼日利亚扎姆法拉州查费地方政府区（位于北纬11.95度，东经6.92度，2004年人口10100名），1988年，被国际天文联合会命名。